# 도요타시 박물관
도요타시 박물관(豊田市博物館 도요타시하쿠부쓰칸[*])은 일본 아이치현 도요타시에 있는 박물관이다. 도요타시 미술관의 인접지에 2024년 4월 26일에 개관했다.
도요타시의 역사, 문화, 자연, 산업 등을 테마로 하는 종합 박물관으로, 2022년 폐관한 도요타시 향토 자료관과 2023년 폐관한 도요타시 근대의 산업과 생활 발견관의 기능을 계승하는 시설로서 2024년 4월에 구 아이치현립 도요타 히가시 고등학교 터에 개관했다.
건물은 반 시게루가 디자인하였으며, 정원 설계는 도요타시 미술관과 마찬가지로 피터 워커가 하였다.